# Waldemar von Schrötter
Waldemar Georg Emil von Schrötter (* 19. Juni 1842 in Bromberg; † 21. August 1894 in Münster) war ein preußischer Generalmajor.

## Leben

### Herkunft
Waldemar war ein Sohn des preußischen Appelationsgerichtspräsidenten Gustav von Schrötter (1798–1882) und dessen Ehefrau Johanna Sophie, geborene Augustin (1805–1870). Er hatte fünf Brüder, darunter der preußische Generalleutnant Gustav von Schrötter (1830–1919) und der Landrat des Kreises Wittgenstein Wilhelm von Schroetter (1837–1918). Die Familie war am 15. Oktober 1840 in den erblichen preußischen Adelsstand erhoben worden.

### Militärkarriere
Schrötter legte sein Abitur am Gymnasium in seiner Heimatstadt ab, trat am 26. August 1860 mit Aussicht auf Beförderung in das 1. Garde-Regiment zu Fuß der Preußischen Armee ein und avancierte bis Mitte September 1861 zum Sekondeleutnant. Mit der 8. Kompanie nahm er 1866 im Krieg gegen Österreich am Gefecht bei Königinhof sowie der Schlacht bei Königgrätz teil und wurde mit dem Kronen-Orden IV. Klasse mit Schwertern ausgezeichnet. Unter Beförderung zum Premierleutnant wurde er am 6. Februar 1869 mit einem Patent vom 22. März 1868 in das Mecklenburgische Grenadier-Regiment Nr. 89 nach Rostock versetzt. Von Mitte September 1869 bis zum Beginn des Krieges gegen Frankreich war er zum Militär-Departement kommandiert und wurde anschließend unter Stellung à la suite seines Regiments Gouverneur des Prinzen Johann Albrecht von Mecklenburg. Bereits am 23. Juli 1870 von diesem Kommando wieder entbunden und in das Regiment einrangiert, war Schrötter für die weitere Dauer des Krieges zur Dienstleistung bei Großherzog Friedrich Franz II. kommandiert. Für sein Wirken erhielt Schrötter das Eiserne Kreuz und das Mecklenburgische Militärverdienstkreuz II. Klasse.
Nach dem Friedensschluss erfolgte seine Ernennung zum Flügeladjutanten des Großherzogs und zwei Monate später stieg er in dieser Eigenschaft zum Hauptmann auf. Mit der Ernennung zum Kompaniechef im Niederrheinischen Füsilier-Regiment Nr. 39 trat Schrötter am 16. November 1875 mit einem Patent vom 15. Januar 1870 in den Truppendienst zurück. Dort rückte er Mitte Januar 1880 zum überzähligen Major auf und wurde am 16. September 1881 unter Stellung à la suite seines Regiments zum Direktor der Kriegsschule Engers ernannt.
Unter Versetzung in die Adjutantur wirkte Schrötter ab dem 20. Oktober 1883 als persönlicher Adjutant des Prinzen Albrecht von Preußen und war zugleich Militärgouverneur von dessen beiden ältesten Söhnen Friedrich Heinrich und Joachim Albrecht. In diesen Funktionen stieg er Ende März 1887 zum Oberstleutnant und Ende September 1889 zum Oberst auf. Nachdem man ihn am 24. März 1890 zur Dienstleistung beim Infanterie-Regiment „Großherzog Friedrich Franz II. von Mecklenburg-Schwerin“ (4. Brandenburgisches) Nr. 24 kommandiert hatte, erhielt Schrötter Mitte Mai 1890 den Rang eines Regimentskommandeurs und wurde am 24. Mai 1890 unter Entbindung von seinem Verhältnis bei Prinz Albrecht von Preußen zum Kommandeur dieses Regiments ernannt. Im September 1892 zeichnete ihn Wilhelm II. mit dem Kronen-Orden II. Klasse mit Schwertern am Ringe aus. Mit der Beförderung zum Generalmajor erfolgte am 27. Januar 1893 seine Versetzung als Kommandeur der 25. Infanterie-Brigade nach Münster. In dieser Stellung erhielt er die Erlaubnis zur Annahme des Großkomturkreuzes des Greifenordens.

### Familie
Schrötter hatte sich am 6. November 1873 in Hirschberg mit Helene von Kamptz (* 1849) verheiratet. Aus der Ehe gingen folgende Kinder hervor:
- Friedrich (1875–1914), gefallen als preußischer Hauptmann und Kompanieführer im 1. Garde-Reserve-Regiment bei Bogdanow, Polen ⚭ Edith Lovell-Philips (* 1878)
- Wilhelm (1876–1886)
- Helene (* 1877), Hofdame der Prinzessin Max zu Schaumburg-Lippe
- Georg (* 1878)
- Günther (1880–1915), gefallen als preußischer Oberleutnant
- Hans Bernhard (1881–1885)